# Cheilosia cumanica
Cheilosia cumanica är en tvåvingeart som först beskrevs av Szilady 1938.  Cheilosia cumanica ingår i släktet örtblomflugor, och familjen blomflugor.
Artens utbredningsområde är Rumänien. Inga underarter finns listade i Catalogue of Life.